# Héctor Rebaque
Héctor Alonso Rebaque (Cidade do México, 5 de Fevereiro de 1956) é um ex-automobilista mexicano de Fórmula 1.
Participou em 58 GPs, estreando-se a 5 de junho de 1977. Marcou um total de 13 pontos no campeonato. Também correu pela sua própria equipe de F1 em 1978, tendo como melhor resultado um 6º lugar no GP da Alemanha, em Hockenheim, o primeiro ponto na categoria e para a sua própria equipe e único naquele campeonato. Continuou na equipe em 1979, novamente com Lotus privados, mas nas últimas três corridas daquele ano, ele correu com o carro projetado pela Penske, que ele chamou de HR100 e terminou o ano sem ponto algum.
No meio do campeonato de 1980, o piloto foi para a Brabham substituindo o argentino Ricardo Zunino e tendo como companheiro de equipe o brasileiro Nelson Piquet. O piloto mexicano trouxe para a equipe o patrocínio da petrolífera mexicana PEMEX. Rebaque permaneceu na equipe para a temporada de 1981 conseguindo seus melhores resultados dentro na categoria. Ele obteve três 4ºs lugares, e terminou o campeonato em 10º lugar, sua melhor classificação na carreira. Acabou sendo a última vez na equipe inglesa, porque para a sua vaga na temporada seguinte viria o italiano Riccardo Patrese.
Em 1982, ele participa de 6 provas da CART pela equipe Forsythe, incluindo as 500 Milhas de Indianápolis, onde ele terminou em 13º, depois de um fogo no pit na volta 151. Teve a primeira (e única) vitória na categoria na última etapa em Elkhart Lake no circuito misto de Road America. Terminou o campeonato em 16º lugar com 48 pontos. O GP de Elkhart Lake foi também a última prova disputada pelo mexicano, que ainda chegou a disputar uma etapa extra-campeonato de Fórmula 1 pela Brabham, em 1983, antes da aposentadoria definitiva.

## Todos os Resultados de Hector Rebaque na Fórmula 1
(legenda)
| Ano  | Equipe               | Chassis       | Motor                | 1         | 2         | 3         | 4         | 5         | 6         | 7         | 8         | 9         | 10        | 11        | 12        | 13        | 14        | 15        | 16       | 17 | Pontos | Posição  |
| ---- | -------------------- | ------------- | -------------------- | --------- | --------- | --------- | --------- | --------- | --------- | --------- | --------- | --------- | --------- | --------- | --------- | --------- | --------- | --------- | -------- | -- | ------ | -------- |
| 1977 | Hesketh Racing       | Hesketh 308E  | Ford Cosworth DFV V8 |           |           |           |           |           |           | BEL NQ G  | SUE NQ G  | FRA NQ G  |           | ALE Ret G | AUT NQ G  | HOL NQ G  |           |           |          |    | 0      | NC       |
| 1978 | Team Rebaque         | Lotus 78      | Ford Cosworth DFV V8 | ARG NQ G  | BRA Ret G | AFS 10º G | USW NPQ G | MON NPQ G | BEL NPQ G | ESP Ret G | SUE 12º G | FRA NQ G  | GBR Ret G | ALE 6º G  | AUT Ret G | HOL 11º G | ITA NQ G  | USE Ret G | CAN NQ G |    | 1      | 21º      |
| 1979 | Team Rebaque         | Lotus 79      | Ford Cosworth DFV V8 | ARG Ret G | BRA NQ G  | AFS Ret G | USW Ret G | ESP Ret G | BEL Ret G |           | FRA 12º G | GBR 9º G  | ALE Ret G | AUT NQ G  | HOL 7º G  |           |           |           |          |    | 0      | NC (22º) |
| 1979 | Team Rebaque         | Rebaque HR100 | Ford Cosworth DFV V8 |           |           |           |           |           |           |           |           |           |           |           |           | ITA NQ    | CAN Ret   | USE NQ    |          |    | 0      | NC (22º) |
| 1980 | Parmalat Racing Team | Brabham BT49  | Ford Cosworth DFV V8 |           |           |           |           |           |           |           | GBR 7º G  | ALE Ret G | AUT 10º G | HOL Ret G | ITA Ret G | CAN 6º G  | USE Ret G |           |          |    | 1      | 21º      |
| 1981 | Parmalat Racing Team | Brabham BT49C | Ford Cosworth DFV V8 | USW Ret M | BRA Ret M | ARG Ret M | SMR 4º M  | BEL Ret M | MON NQ M  | ESP Ret M |           |           |           |           |           |           |           |           |          |    | 11     | 10º      |
| 1981 | Parmalat Racing Team | Brabham BT49C | Ford Cosworth DFV V8 |           |           |           |           |           |           |           | FRA 9º G  | GBR 5º G  | ALE 4º G  | AUT Ret G | HOL 4º G  | ITA Ret G | CAN Ret G | LVG Ret G |          |    | 11     | 10º      |